# Boone County (Indiana)
Boone County is een county in de Amerikaanse staat Indiana.
De county heeft een landoppervlakte van 1.095 km² en telt 46.107 inwoners (volkstelling 2000). De hoofdplaats is Lebanon.

## Bevolkingsontwikkeling

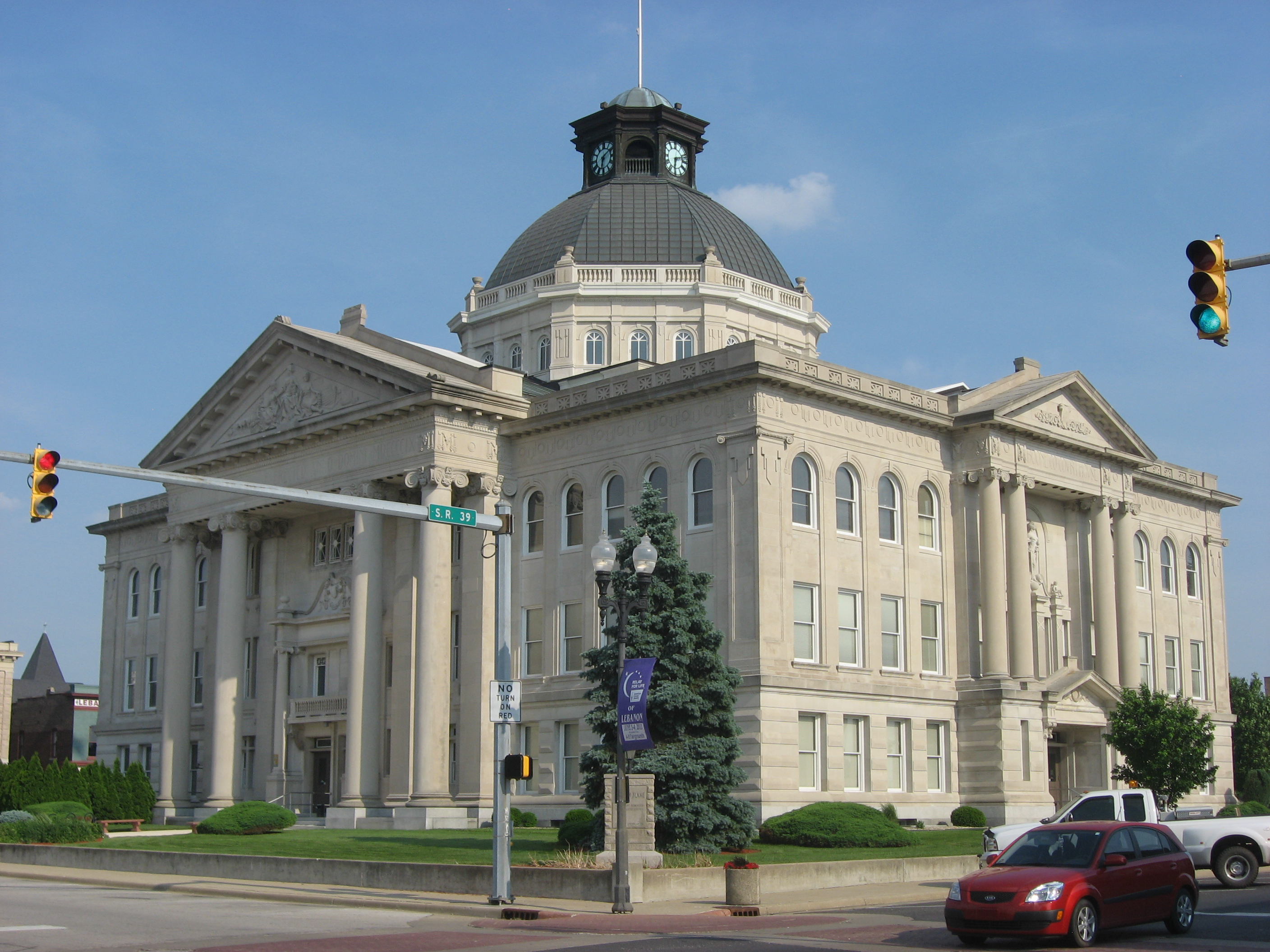
Boone County Courthouse